# Huawei Pay
Huawei Pay （ファーウェイペイ、中国語: 華為支付）は、中国のファーウェイ製デバイス用のモバイル決済および電子財布サービス。公共交通機関、保税銀行カード、HUAWEI AI PASS、Apple Pay、Samsung Payなどと同じサービスを提供している。

## サポート

### 地域
- 中国大陸
- 香港
- ロシア

### 銀行

#### 中国本土
中国銀行、中国工業銀行、中国農業銀行、中国銀行銀行、中国建設銀行、中国郵便貯金銀行、華夏銀行、華夏銀行、上海浦東開発銀行、工業銀行、広州銀行など

#### 香港
Tap & Go 

#### ロシア
- Gazprombank
- Russian Agricultural Bank

### クレジットカード、金融カードの支払い
HuaweiとUnionPayは 、HUAWEI PAYへのクレジットカードと金融カードの追加をサポートするために協力し、NFCを使用して物理的な加盟店がそれらを読んで使用できるようにします。   

### 支払いサービス
サポートおよびモバイルアプリの接続、支払いバーコードまたは NFC による支払い 
中国大陸では、Alipay をサポートするために、Jingdong フラッシュペイ(銀聯標準) の支払い QR コード/バーコードと Jingdong支払い NFC 誘導の支払いを行います

### 交通カード
中国大陸でのみ利用可能なサービス 

#### 中国大陸
交通カードはHuawei社の財布で開くことができます。 開封後、交通カードはHuawei社の携帯電話のセキュリティチップに収納され、HUAWEI PAYでバインドされた銀行カードとWeChatを使用して交通カードを再充電することができます。

### HUAWEI AI PASS
HUAWEI AI PASSのデザインコンセプトは、よりスマートで便利で安全なカード交換サービスをユーザーに提供するために、ユーザーのスマートライフのあらゆる場面から究極のユーザーエクスペリエンスを追求し、あらゆる種類のカード、証明書およびキーを評価および認証することです。 
現時点では、HUAWEI AI PASSは、アナログのドアの鍵、近隣の近隣の地域アクセスカード、Qingyiスマートロックカード、Hangzhou Anpuのホテルカードなど、最初にいくつかの製品認証を完了しました。スクリーンカードは、より便利で安全なカードサービスをユーザーに提供するために開かれます。 

## サポート装置

### 携帯電話
- HUAWEI P30/P30 Pro
- HUAWEI P20/P20 Pro
- HUAWEI P10/P10 Plus
- HUAWEI Mate 20/Pro/X/RS
- HUAWEI Mate 10/Pro/RS
- HUAWEI Mate 9/Pro/RS
- HUAWEI nova 5 Pro（中国本土のみ）
- HUAWEI nova 2s（中国本土のみ）
- HONOR 20/Pro
- HONOR View20
- HONOR View10
- HONOR Magic2
- HONOR Note 10（中国本土のみ）
- HONOR 10
- HONOR View9（中国本土のみ）
- HONOR 9
- HONOR View8（中国本土のみ）
- HONOR 8 Pro